# 最後一個平安夜
《最後一個平安夜》（英語：Silent Night）是2021年的圣诞喜剧电影，由卡米尔·格里芬编写和导演。 电影主演凯拉·奈特利、马修·古德、安娜贝尔·瓦利斯、莉莉莉-罗斯·德普、索普·迪里苏、柯比·豪威尔-巴蒂斯特、露西·潘奇、鲁弗斯·约翰斯和卡米尔的兒子們：羅曼、哈迪、吉爾比·格里芬·戴维斯。
这部电影以在生化毒氣将全人类消灭之前，一群朋友、四個家庭在最后一个圣诞节重聚。
《最後一個平安夜》于 2021 年 9 月 16 日在2021 年多伦多国际电影节上全球首映，并于 2021 年 12 月 3 日在英国首映，由Altitude Film Distribution 发行，在美国由AMC+ / RLJE Films 发行。

## 剧情
已婚夫婦內爾和西蒙每年都會在他們的鄉村莊園為他們以前的學校朋友和他們的配偶舉辦聖誕晚宴。這個聖誕節是一個特殊的日子，每個人都穿著正裝，孩子們被允許謾罵。
人們逐漸發現，一場環境災難迫在眉睫，巨大的有毒氣體雲（在即将到來之前數分鐘會有許多較小的綠色龍捲風，被認為是危險的先兆）正在殺死大多數生命，英國政府在烏雲襲擊英國之前送了所有人快速而輕鬆地死亡的自殺藥丸，除了無家可歸者和非正規移民外。
內爾、西蒙和他們的其他朋友達成了一項自殺協議，要服用這些藥丸並將它們交給他們的孩子。然而，雖然詹姆斯同意他的朋友們的決定，但他年輕的妻子索菲最近發現她懷孕了，仍然不確定是否服用自殺藥。
晚上发生了几次冲突：凯蒂的禮物是一个像她的娃娃，她拥抱她的父亲，但即使桑德拉恳求她，她還是拒绝拥抱桑德拉；阿特覺得送礼的行为是荒谬的，所以他对大人們大发雷霆，从房间里跑了出来；桑德拉告诉詹姆斯，她在学校时爱过他，想知道为什么他们从未发生过性行为；托尼显然对她的供認感到不安，并声称他从未犯过一个错误，可是贝拉说他在和桑德拉在一起之前曾经和她发生过性行为；亚历克斯在庆祝活动中感到被冷落，这导致她喝多了，昏倒在她的床上。
内尔、西蒙和他们的孩子与在国外的内尔的母亲視訊聊天，以告别。谈话让他们的大儿子阿特心疼不已。
他开始推测政府和科学家错了。阿特带着恐惧走近詹姆斯和索菲。苏菲随后透露，她知道毒药会杀死她，可她還是不想吃药。然后阿特告诉他的母亲，他想和索菲呆在一起并握住她的手直到死去。内尔和西蒙很苦恼，试图向阿特解释他必须和家人一起服药。他拒绝并逃跑，但在路边发现了一家人已经死去，车里还有几包药丸。当周围出現绿色的小龙卷风时，阿特开始尖叫；他的尖叫声让西蒙找到了他，把他带回家了。
回到家后，这群人意识到已经过了午夜，该吃药了。他们分成各自的房间来告别。家人还没来得及服药，阿特就在小龙卷风中昏倒了，他的眼睛、鼻子和耳朵都流血了。詹姆斯强迫索菲吃药，说除非她也吃，否则他不会。贝拉试图叫醒酩酊大醉的亚历克斯服用药丸，但她醒来後吐出了药丸。贝拉告诉她還有五分钟的时间。她们在厨房里跳舞，贝拉趁亚历克斯不注意拿刀刺了她，因為她把药丸吐了。贝拉倒下了，亚历克斯倒在她身边。托尼、凯蒂和桑德拉都躺在床上等待死亡，这时凯蒂想起了她的洋娃娃并跑去拿它，而桑德拉再次恳求她拥抱。当凯蒂回来时，她看到她的父母已经死了，她爬到他们之间，最后拥抱了桑德拉。
第二天早上，所有人都死了，除了阿特，他睁开了眼睛。

## 演員表
- 凯拉奈特莉 饰 尼爾（Nell），西蒙的妻子，阿特、哈迪和托马斯的母亲。她和西蒙正在主持圣诞聚会。
- 羅曼·格里芬·戴維斯 饰 阿特（Art），西蒙和尼爾的儿子，哈迪和托马斯的弟弟。
- 馬修·古德 饰西蒙（Simon），尼爾的丈夫，阿特、哈迪和托马斯的父亲。他和尼爾正在主持圣诞聚会。
- 安娜貝爾·瓦莉絲 饰桑德拉（Sandra），托尼的妻子和凯蒂的母亲
- 莉莉-蘿絲·戴普 饰 苏菲（Sophie），詹姆斯的妻子
- 柯爾比·豪威爾·巴普蒂斯特 饰 亞歷克斯（Alex），貝拉 的妻子
- 蘇普・狄里蘇 饰 詹姆斯（James），索菲的丈夫
- 魯弗斯·瓊斯 饰 托尼（Tony），桑德拉的丈夫和凯蒂的父亲
- 露茜・彭奇 饰贝拉（Bella），亚历克斯的妻子
- 大衛·麥堅時 饰 凯蒂（Kitty），托尼和桑德拉的女儿
- 哈迪 和 基比 ·格里芬·戴维斯 饰演 哈迪（Hardy）和托马斯（Thomas），西蒙和尼爾的双胞胎儿子，阿特的哥哥。

## 拍摄
2020 年 1 月宣布，卡米尔·格里芬将在这部电影中首先成为导演。凯拉·奈特莉、马修·古德和安娜贝尔·沃利斯和她的兒子們罗曼·格里芬·戴维斯将出演。 Lily-Rose Depp、Kirby Howell-Baptiste、Davida McKenzie、Rufus Jones、Sope Dirisu 和 Lucy Punch 2月加入劇組，并于 2 月 17 日开始拍摄。   

## 发布
後一個平安夜于 2021 年 9 月 16 日，在2021 年多伦多国际电影节上全球首映。 ， RLJE Films和AMC+获得了该片在美国的发行权。 它于 2021 年 12 月 3 日在英国和美国发布。        

## 评价
在評論聚合網站爛番茄上，110 條評論中 65% 的評論是正面的，平均評分為 6.2/10。該網站的關鍵共識是：“花時間與這些角色相處可能有很多問題，但《平安夜》同行 以令人欽佩的沉著冷靜進入深淵。” 在 Metacritic 上，這部電影在 22 位評論家中獲得 52 分（滿分 100 分），表明“評價不一或平均”。